# Équipe de Tunisie de football en 1968
L'équipe de Tunisie de football réussit en 1968 à se qualifier au tour suivant des qualifications à la coupe du monde 1970, sous la direction d'un nouvel entraîneur, le Yougoslave Radojica Radojičić, qui est engagé en octobre 1968.

## Matchs

### Rencontres internationales
| Date              | Stade                                | Adversaire     | Score | Comp | Buteurs tunisiens |
| 13 mars 1968      | Stade olympique d'El Menzah, Tunisie | Turquie        | 0-0   | A    |                   |
| 17 novembre 1968  | Alger, Algérie                       | Algérie        | 2-1   | QCDM | Chakroun 73e 78e  |
| 24 novembre 1968  | Kinshasa, Congo                      | Congo Kinshasa | 0-1   | A    |                   |
| 1er décembre 1968 | Douala, Cameroun                     | Cameroun       | 2-4   | A    | Madhi 50e 53e     |
| 29 décembre 1968  | Stade olympique d'El Menzah, Tunisie | Algérie        | 0-0   | QCDM |                   |

### Matchs de préparation
| Date             | Stade                                | Adversaire                              | Score | Comp | Buteurs tunisiens               |
| 13 janvier 1968  | Prague, Tchécoslovaquie              | FK Viktoria Žižkov ( Tchécoslovaquie)   | 0-0   | A    |                                 |
| 14 janvier 1968  | Prague, Tchécoslovaquie              | Lokomotiv Sofia ( Bulgarie)             | 2-2   | A    | Anniba, Rezgui                  |
| 18 février 1968  | Venise, Italie                       | Foot Ball Club Unione Venezia ( Italie) | 2-0   | A    | Ben Othman, Belghith            |
| 27 mars 1968     | Nantes, France                       | FC Nantes ( France)                     | 0-3   | A    |                                 |
| 12 mai 1968      | Nîmes, France                        | Nîmes Olympique ( France)               | 0-2   | A    |                                 |
| 16 octobre 1968  | Stade olympique d'El Menzah, Tunisie | Olympique de Marseille ( France)        | 1-0   | A    | M. Laâroussi                    |
| 20 novembre 1968 | Kinshasa, Congo                      | Ismaily SC ( Égypte)                    | 3-0   | A    | Chaïbi, A. Chemam et Amira (og) |
| 26 novembre 1968 | Kinshasa, Congo                      | Bonsucesso Futebol Clube ( Brésil)      | 0-0   | A    |                                 |

## Sources
- Mahmoud Ellafi [sous la dir. de], « Les matchs internationaux tunisiens », Almanach du sport. 1956-1973, éd. Le Sport, Tunis, 1974, p. 211-238
- Mohamed Kilani, « Équipe de Tunisie : les rencontres internationales », Guide-Foot 2010-2011, éd. Imprimerie des Champs-Élysées, Tunis, 2010
- Béchir et Abdessattar Latrech, 40 ans de foot en Tunisie, vol. 1, chapitres VII-IX, éd. Société graphique d'édition et de presse, Tunis, 1995, p. 99-176